# ロッケッタ・サンタントーニオ
ロッケッタ・サンタントーニオ（イタリア語: Rocchetta Sant'Antonio）は、イタリア共和国プッリャ州フォッジャ県にある、人口約1,800人の基礎自治体（コムーネ）。

## 地理

### 位置・広がり

#### 隣接コムーネ
隣接するコムーネは以下の通り。括弧内のAVはアヴェッリーノ県（カンパニア州）、PZはポテンツァ県（バジリカータ州）所属を示す。
- カンデーラ
- ラチェドーニア (AV)
- メルフィ (PZ)
- サンターガタ・ディ・プーリア